# کینتور
کینتور (به انگلیسی: Kintoor یا Kintur) روستایی است در ۱۰ مایلی شمال شرق بادوسرای در ناحیهٔ بارابانکی که در ایالت اوتار پرادش هند واقع شده است و به علت جنگ کینتور ۱۸۵۸ در دوران شورش‌های سال ۱۸۵۷ میلادی در هند مشهور است.

## خاندان خمینی
سید احمد موسوی هندی پدر بزرگ سید روح‌الله خمینی، در کینتور به دنیا آمد. او که از هم‌دوره‌های میرحامد حسین محسوب می‌شد، در اواسط قرن سیزدهم هجری (حدود سال ۱۲۵۷ ه.ق برابر با ۱۲۲۰ ه.ش) ، پس از اینکه پدرش دین علیشاه  بدست هندوها به قتل رسید، لکهنو و کشور هند را ترک کرده و راهی نجف شد. سید احمد موسوی هندی به دعوت بزرگان خمین تصمیم به اقامت در خمین و به‌عهده گرفتن مسئولیت رسیدگی به امور دینی مردم آن منطقه گرفت.